# Dario Khan
Dario Ivan Khan (né le 24 janvier 1984) est un footballeur qui joue pour Al Kharitiyath SC au Qatar.